# 21903 Wallace
21903 Wallace (1999 VE12) là một tiểu hành tinh vành đai chính được phát hiện ngày 10 tháng 11 năm 1999 bởi C. W. Juels ở Fountain Hills.